# Diebswiesen
Die Diebswiesen waren ein 26 Hektar großes Landschaftsschutzgebiet auf dem Gebiet der Gemeinden Karlsbad und Marxzell im Landkreis Karlsruhe in Baden-Württemberg. Es wurde am 4. November 1940 ausgewiesen. Mit der Ausweisung des Naturschutzgebiets Albtal und Seitentäler am 1. Juni 1994 wurde die Verordnung aufgehoben und das Landschaftsschutzgebiet in das neue Schutzgebiet integriert.
Es umfasste die Wiesen im Tal des Katzenbachs, einem rechten Zufluss der Alb, nördlich von Marxzell.